# Пожитково
Пожитково (рос. Пожитково) — присілок у Наро-Фомінському районі Московської області Російської Федерації.

## Розташування
Присілок Пожитково входить до складу міського поселення Наро-Фомінськ, він розташований на північний захід від Наро-Фомінська, поруч із Київським шосе на березі річки Гвоздня. Найближчі населені пункти Селище Будинку відпочинку «Бекасово», Базисний Розсадник, Бекасово. Найближча залізнична станція Бекасово-1.

## Населення
Станом на 2010 рік у присілку проживало 32 людини.